# Stružec
Stružec falu Horvátországban, Sziszek-Monoszló megyében. Közigazgatásilag Popovača községhez tartozik.

## Fekvése
Monoszló területén, Sziszek városától légvonalban 15, közúton 18 km-re északkeletre, községközpontjától 8 km-re délnyugatra, a Lónyamező szélén fekszik.

## Története
A térség már ősidők óta lakott. Ezt bizonyítja a közeli Osekovón található rézkori régészeti lelőhely, ahol a cseréptöredékek mellett néhány szép kidolgozású kőszerszám is előkerült. A 15. század végétől az Erdődyek birtoka volt. 1545 és 1591 között török uralom alatt állt. A település 1773-ban az első katonai felmérés térképén „Dorf Strussecz” néven szerepel. A 19. század elején rövid ideig francia uralom alá került, majd ismét a Habsburg Birodalom része lett. 1857-ben 829, 1910-ben 1074 lakosa volt. Belovár-Kőrös vármegye Krizsi, majd Kutenyai járásához tartozott. 1918-ban az új szerb-horvát-szlovén állam, majd később Jugoszlávia része lett. A II. világháború idején a Független Horvát Állam része volt. 1991. június 25-én a független Horvátország része lett. A településnek 2011-ben 687 lakosa volt.

## Népesség
| Lakosság változása | Lakosság változása | Lakosság változása | Lakosság változása | Lakosság változása | Lakosság változása | Lakosság változása | Lakosság változása | Lakosság változása | Lakosság változása | Lakosság változása | Lakosság változása | Lakosság változása | Lakosság változása | Lakosság változása | Lakosság változása |
| ------------------ | ------------------ | ------------------ | ------------------ | ------------------ | ------------------ | ------------------ | ------------------ | ------------------ | ------------------ | ------------------ | ------------------ | ------------------ | ------------------ | ------------------ | ------------------ |
| 1857               | 1869               | 1880               | 1890               | 1900               | 1910               | 1921               | 1931               | 1948               | 1953               | 1961               | 1971               | 1981               | 1991               | 2001               | 2011               |
| 829                | 741                | 749                | 792                | 827                | 1.074              | 1.009              | 1.098              | 1.055              | 1.174              | 1.134              | 931                | 849                | 858                | 795                | 687                |

## Nevezetességei
- A Donje Selo településrészen a 217. (23.) szám alatt egy mintegy 300 éves emeletes faház,[4] ún. „csardak” áll. A Grekurek család egykori háza ma Stjepan Pikija tulajdonában van. A négyszög alaprajzú épület tölgyfagerendákból épült, melyeket fa csapokkal fogattak össze. Hosszúsága 18. szélessége 6 méter. A földszinten és az emeleti részen is három helyiségből áll. Alapjai falazottak. A hozzá tartozó gazdasági épületek egy istálló, egy melléképület, disznóól, garázs és egy kút. A ház a monoszlói népi építészet védett emléke.
- Szent Katalin tiszteletére szentelt kápolnája.
- Fahíd az Obžev-patakon.